# Danijal
Danijal (arab. دانيال) – nieistniejąca już arabska wieś, która była położona w Dystrykcie Ramli w Mandacie Palestyny. Wieś została wyludniona i zniszczona podczas I wojny izraelsko-arabskiej, po ataku Sił Obronnych Izraela w dniu 10 lipca 1948.

## Położenie
Danijal leżała na wschodnim krańcu nadmorskiej równiny Szaron. Według danych z 1945 do wsi należały ziemie o powierzchni 2 808 ha. We wsi mieszkało wówczas 410 osób.
| własność gruntów | powierzchnia gruntów (hektary) |
| ---------------- | ------------------------------ |
| Arabowie         | 2 728                          |
| Żydzi            | 0                              |
| publiczne        | 80                             |
| Razem            | 2 808                          |

| Rodzaj użytkowanych gruntów | Arabowie (hektary) | Żydzi (hektary) |
| --------------------------- | ------------------ | --------------- |
| uprawy nawadniane           | 37                 | 0               |
| uprawy zbóż                 | 2 599              | 0               |
| nieużytki                   | 157                | 0               |
| zabudowane                  | 15                 | 0               |

## Historia
W okresie panowania Brytyjczyków Danijal była małą wsią. We wsi znajdował się grobowiec al-Nabi Danijala. W 1945 utworzono szkołę podstawową dla chłopców, do której uczęszczało 55 uczniów.
Na początku I wojny izraelsko-arabskiej w maju 1948 wieś zajęły arabskie milicje, które atakowały żydowską komunikację w okolicy. Na samym początku operacji Danny w dniu 10 lipca 1948 wieś zajęli izraelscy żołnierze. Mieszkańcy zostali zmuszeni do opuszczenia swoich domów. Część z domów wyburzono natychmiast po zdobyciu wioski, natomiast pozostałą część zrównano z ziemią we wrześniu.

## Miejsce obecnie
Na gruntach wioski Danijal powstała w 1949 moszaw Kefar Danijjel.
Palestyński historyk Walid Chalidi, tak opisał pozostałości wioski Danijal: „W miejscowości pozostaje sanktuarium al-Nabi Danijala, szkoła i siedem domów. Sanktuarium jest zbudowane z kamienia i stoi opuszczone pomiędzy chwastami i kilkoma drzewami ... Szkoła jest obecnie wykorzystywana przez mieszkańców Kefar Danijjel. Domy są zbudowane z kamienia, posiadają płaskie dachy, łukowate okna i prostokątne drzwi. Jeden z domów jest wykorzystywany jako magazyn”.